# Trehornet skarnbasse
Trehornet skarnbasse (Typhaeus typhoeus) er en art af biller af familien Geotrupidae.